# Mahmoud Sami el-Baroudi
Pour les articles homonymes, voir Baroudi.
Mahmoud Sami el-Baroudi (en arabe : محمود سامي البارودي) est un homme politique et poète égyptien, né en octobre 1839 au Caire et mort en décembre 1904 dans la même ville. Importante figure politique égyptienne et poète de premier plan, il exerce les fonctions de Premier ministre d'Égypte du 4 février 1882 au 26 mai 1882 pendant la révolte d'Urabi.